# Adrienne von Speyr
Adrienne von Speyr, född 20 september 1902 i La Chaux-de-Fonds, Schweiz, död 18 september 1967 i Basel, Schweiz, var en schweizisk katolsk läkare och mystiker.
Hennes far, Theodor von Speyr, var tandläkare och släkt med en berömd urmakarfamilj. Adrienne hade en äldre syster Heléne och en yngre bror. 
Hon var en ambitiös flicka med ett brinnande hjärta för de fattiga och nödlidande. Flera gånger under sin barndom var hon sjuk, men hon tog igen vad hon missade i skolan. Hon läste medicin och blev allmänläkare i Basel. 
Uppvuxen i en protestantisk familj fanns där ändå hos henne en längtan efter det katolska och mystiken hon upplevde i den katolska mässan. I Basel träffade hon den främste katolske teologen på den tiden, Hans Urs von Balthasar. Genom honom fick hon undervisning och upptogs så småningom i den katolska kyrkan. Adrienne von Speyr var gift två gånger, men fick inga egna barn. Tillsammans med Hans Urs bildade hon en kongregation i Basel, Johannesgemeinschaft, som än idag verkar i Schweiz och förvaltar hennes litterära arv. Bara en enda av hennes trettiotal böcker skrev hon själv, nämligen berättelsen om hennes barndom. För övrigt brukade hon träffa Hans Urs flera gånger i veckan, och hon dikterade för honom sina tankar. Hans Urs von Baltasar gav sedan ut hennes böcker som handlade om bön, helgon och hennes speciella relation till Jungfru Maria.
Adrienne hade flera personliga möten med helgon, och av det djupa böneliv hon levde, parat med hög aktivitet som läkare, bildades en mystik enhet.